# Евнакер
Евнакер (норв. Jevnaker) — коммуна в губернии Оппланн в Норвегии. Административный центр коммуны — город Евнакер. Официальный язык коммуны — букмол. Население коммуны на 2009 год составляло 6256 чел. Площадь коммуны Евнакер — 223,99 км², код-идентификатор — 0532.

## История населения коммуны
Население коммуны за последние 60 лет.

Статистика коммуны Евнакер

## Достопримечательности
На территории Евнакера располагается стеклодувная фабрика Hadeland Glassverk, основанная в середине XVIII века — старейшее действующее предприятие в Норвегии. Помимо продолжающегося производства стеклянных изделий, фабрика является одним из наиболее посещаемых туристических объектов в стране.
Другое историческое промышленное предприятие в Евнакере — бумажно-целлюлозный комбинат Kistefos Træsliberi — превращено в музей промышленности и парк скульптур Кистефос. Парк скульптур Кистефос является крупнейшим в Европе.